# Муми-дол

Карта Муми-дола

Долина муми-троллей (швед. Mumindalen, Муми-Дол) — волшебная страна, где живут муми-тролли из серии сказок Туве Янссон. Зимой в Долине муми-троллей много снега, однако образующая долину река не замерзает. Долина с одной стороны ограничена морем, с другой — Одинокими горами. Как следует из книги «Волшебная зима», в долине наблюдается полярная ночь (и, соответственно, полярный день).
О мире за пределами Долины говорится очень мало. Вскользь упоминаются соседние долины, населённые народами, аналогичными жителям Муми-дола. Также (очень редко) упоминаются реальные географические названия (Калифорния, Мексика).

## Существа и народности

### Муми-тролли
Главные герои сказок о Муми-доле, упитанные бегемотоподобные создания. Отличаются добродушным и гостеприимным нравом, одинаково любят как домашний уют, так и путешествия. Имеют белую окраску. Позиционируются, как потомки троллей. Кроме муми-семейства, другие муми-тролли в сказках Туве Янссон не фигурируют (во множественном числе упомянуты лишь в «Мемуарах Муми-папы», где, кроме него самого, в приюте Хемулихи было 12 подкидышей муми-троллей).

### Снорки
Очень похожи на муми-троллей, но отличаются от них способностью менять цвет кожи в зависимости от настроения: серый, розовый или светло-зелёный. Известны только два снорка: Снорк и его сестра фрекен Снорк. Скорее всего, муми-тролли и снорки являются одним биологическим видом.

### Хемули
Формой головы похожи на муми-троллей и снорков, но гораздо выше их ростом. Носят одежду (любопытно, что один из них носит платье, унаследованное от тетушки). В большинстве случаев очень старательны и несколько скучны. Не очень умны, но дотошны. Нередко эгоистичны. Многие из них увлекаются коллекционированием, посвящая ему всю свою жизнь. Судя по всему, хемули — один из самых многочисленных народов мира Туве Янссон.

### Мюмлы
Человекоподобные существа с большими головами. Имеют маленькие хвостики, невидимые под одеждой. К народу мюмл принадлежат Мюмла, крошка Мю, Мюмла-мать, и, возможно, Снусмумрик и Юксаре (в другом переводе Супротивка). Есть мюмлы и среди второстепенных и эпизодических персонажей.

### Сниффы
Небольшие зверьки, похожие не то на мышей, не то на тушканчиков. О сниффах известно довольно мало — подробно описан только один из них, Снифф. О том, что сниффов много, можно судить по обращению персонажей к «покровителю всех троллей и сниффов», и по иллюстрациям (на некоторых из них присутствуют существа, похожие на Сниффа). В книжке «Мемуары Муми-папы» описаны родители Сниффа — зверёк Родд (в русском переводе — Шнырёк) и зверушка Сос, а также дядя Шнырька по имени Фредриксон.

### Филифьонки
Высокие худощавые существа с изящными мордочками, похожими на собачьи. Аристократичные натуры, питают слабость к красивым вещам. Нервные и пугливые. Филифьонки мужского пола упоминаются (но не фигурируют) лишь дважды: господин Филифьонк в повести «Опасное лето», и сын Филифьонки в сказке «Хемуль, который любил тишину».

### Люди
Встречаются нечасто: Тулиппа, Мальчик с рыжими волосами и Пожилой Господин («Маленькие тролли и большое наводнение»); астрономы из обсерватории и старушка из лавки («Муми-тролль и комета»); Рыбак («Папа и море»); Самодержец («Мемуары папы Муми-тролля»).
Впрочем, эти персонажи могут быть и не людьми, а существами, очень похожими на людей — они соизмеримы по размерам с жителями Муми-долины, тогда как «настоящие» люди, возможно, намного превосходят их ростом. На некоторых авторских иллюстрациях можно увидеть предметы обихода, огромные по сравнению с героями — возможно, они принадлежали «настоящим» людям. Кроме того, в одном из эпизодов повести «Муми-тролль и комета» Снифф оценивает высоту в один метр как очень высокую.

### Хомсы
Очень похожи на людей. Отличаются замкнутым характером, любят мечтать и фантазировать (особенно в юном возрасте). Большинство хомс, описанных в повестях — дети. Судя по иллюстрациям, взрослые хомсы довольно высоки ростом.

### Тролли
Предки муми-троллей — маленькие существа, покрытые шерстью, на первый взгляд напоминающие крыс. Любят селиться в неиспользуемых печах. Одного из троллей Муми-тролль находит в кладовой купальни («Волшебная зима»).
Можно также предположить, что понятие «тролли» может иметь и широкий смысл: персонажи и автор несколько раз упоминают «покровителя всех троллей и сниффов». То есть, это название может быть собирательным, объединяя ряд «народностей».

### Морры
Зловещие существа, от которых всегда веет холодом. Известна только одна из них, хотя, со слов некоторых персонажей, морр на свете много. Морра — неоднозначный персонаж. В ранних книгах она — опасное чудовище, не имеющее индивидуальности; скорей напоминает явление, нежели существо. Позднее Туве Янссон отошла от образа Морры как отрицательного персонажа, и показала её личностью — причём личностью очень несчастной.

### Клипдассы (скалотяпы)
Водные существа, несколько похожие на выдр. Живут на дне водоемов, образуя большие колонии. Поверхность их тел очень липкая — за это их иногда называют «клейкдассами (липолапами)» или «липкдассами (кскаламлипами)» (благодаря своей клейкости они могут даже взбираться на отвесные стены). Если клипдассы встречают предмет, ранее им не попадавшийся, или просто интересный на их взгляд, они всегда его пробуют на зуб, надкусывают, и иногда в задумчивости съедают. Другие существа побаиваются клипдассов из-за их привычки отъедать часть носа у собеседника, если тот кажется им слишком большим. Хотя в остальном клипдассы — вполне безобидные создания. Носят бакенбарды.

### Хатифнатты
Небольшие белёсые существа, не имеющие органов дыхания и пищеварения. Питаются электричеством. Жизнь проводят в странствиях, цель которых известна только им самим.

### Мисы
Известны только по одному персонажу из повести «Опасное лето» — Мисе. Это невысокое и упитанное антропоморфное существо, мнительное и меланхоличное. Очень обидчива, нередко обижается без веской на то причины. Обладает актёрским талантом.

### Домовые
Почему-то считаются родственниками троллей и муми-троллей.

### Кнютты
Крошечные и мохнатые. Тихие и застенчивые.

### Скротты
Миниатюрные существа с рожками. В тексте почти не упоминаются, но часто присутствуют на иллюстрациях.

### Лесные духи
Некие существа, живущие на деревьях. На некоторых иллюстрациях можно увидеть каких-то женщин, сидящих на деревьях или около деревьев. Возможно, это и есть лесные духи.

### Дронты
Гигантские неуклюжие динозавроподобные существа. Несмотря на огромные размеры и силу, очень чувствительны и сентиментальны. Случайно раздавив кого-то, дронты оплачивают пышные похороны и долго горюют из-за случившегося. По имени назван только один — Эдвард.

### Заметка
Многие существа вообще не имеют названий. Кроме того, сознанием и даром речи наделены многие животные (ондатры, крысы, ежи, собаки).

## Жители
- Муми-тролль
- Муми-папа
- Муми-мама
- Снусмумрик
- Фрёкен Снорк
- Снифф
- Малышка Мю
- Туу-тикки
- Хемули
- Тофсла и Вифсла
- Морра